# Société historique et archéologique du Périgord
La Société historique et archéologique du Périgord (abrégée SHAP) est une société savante créée en 1874. Elle a pour but la recherche, l'étude et la conservation des documents et des monuments anciens, de tous les âges qui intéressent l'histoire du Périgord. Elle étudie l'histoire et l'archéologie du Périgord et ne publie que des documents inédits (ou présentés sous un angle de vue original).
À sa création, le 27 mai 1874 à Périgueux, dans l’ancien Musée archéologique, par le Dr Édouard Galy, conservateur du Musée, élu Président, Alfred de Froidefond et Dujarric-Descombes, la SHAP compte 155 membres fondateurs. Elle réunit des aristocrates, des prêtres, des professions libérales, des fonctionnaires, etc. La noblesse représente alors le quart de ses membres. La généalogie ne figure pas parmi les travaux prévus par l'association, même si Eugène Massoubre prononce dans une séance d'installation de 1874 : « Nos explorations en contribuant à l'illustration des familles concourront à l'éclat de la patrie périgourdine ». En 1908, la noblesse constitue le tiers des effectifs, mais l'article 4 du règlement intérieur précise : « aucune généalogie de famille ne sera admise, ce genre de travail étant d'un intérêt trop restreint,». 

## Activités
La SHAP est reconnue d'utilité publique.
- Édition du Bulletin de la S.H.A.P (4 livraisons par an, plus de 600 pages). Il traite de tous les aspects du Périgord historique et archéologique. Les auteurs sont tous membres de l'association. De nombreux exemplaires anciens du Bulletin sont encore disponibles au siège.
- Une réunion-conférence ordinaire mensuelle (le premier mercredi).
- Deux journées d'études/excursions (juin et septembre).
- La bibliothèque est ouverte aux membres le vendredi. Le catalogue est disponible en ligne (plus de 12 000 références), ainsi que le catalogue des périodiques de nombreuses autres sociétés savantes.
- L'index des articles parus depuis 1874 est disponible en ligne (Mémoire du Périgord).

## Présidents
| Identité             | Période        | Période          | Durée                      |
| Identité             | Début          | Fin              | Durée                      |
| -------------------- | -------------- | ---------------- | -------------------------- |
| Édouard Galy         | 27 mai 1874    | 10 juin 1887     | 13 ans et 14 jours         |
| Michel Hardy         | 7 juillet 1887 | 6 mai 1893       | 5 ans, 9 mois et 29 jours  |
| Anatole de Rouméjoux | 27 mai 1893    | 1er juillet 1902 | 9 ans, 1 mois et 4 jours   |
| Gérard de Fayolle    | 2 octobre 1902 | 12 juillet 1933  | 30 ans, 9 mois et 10 jours |
| Joseph Roux          | 5 octobre 1933 | 7 septembre 1944 | 10 ans, 11 mois et 2 jours |
| Charles Lafon        | septembre 1944 | février 1967     | 22 ans et 5 mois           |
| Jean Secret          | 2 février 1969 | 23 juin 1981     | 12 ans, 4 mois et 21 jours |
| Gilles Delluc        | 1981           | 1992             | 11 ans                     |
| Pierre Pommarède     | 1992           | 2007             | 15 ans                     |
| Gérard Fayolle       | 2007           | 2018             | 11 ans                     |
| Dominique Audrerie,  | 2018           |                  |                            |

## Le siège de la Société historique et archéologique du Périgord

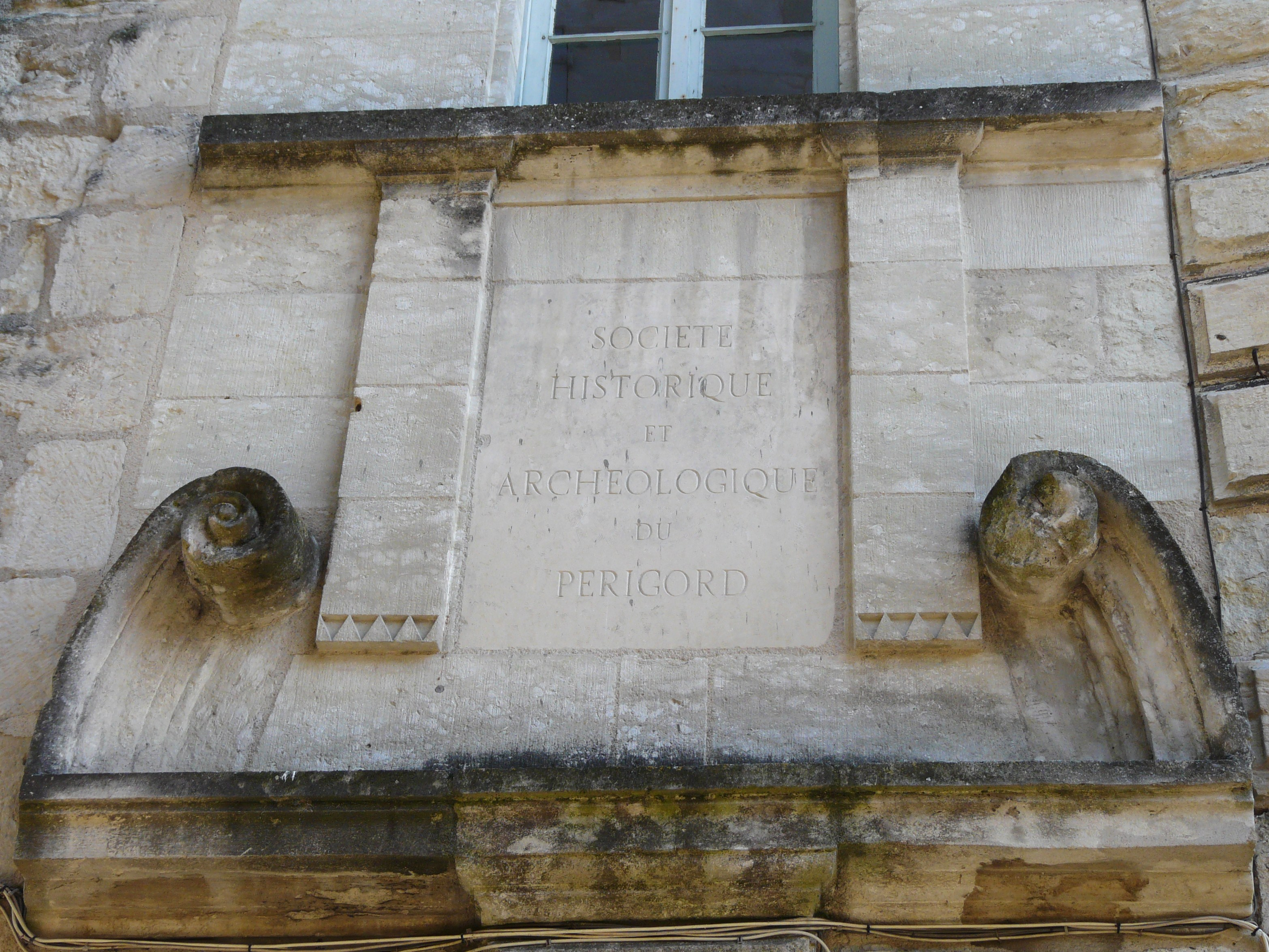
Inscription au-dessus de la porte de l'immeuble, siège de la société à Périgueux.

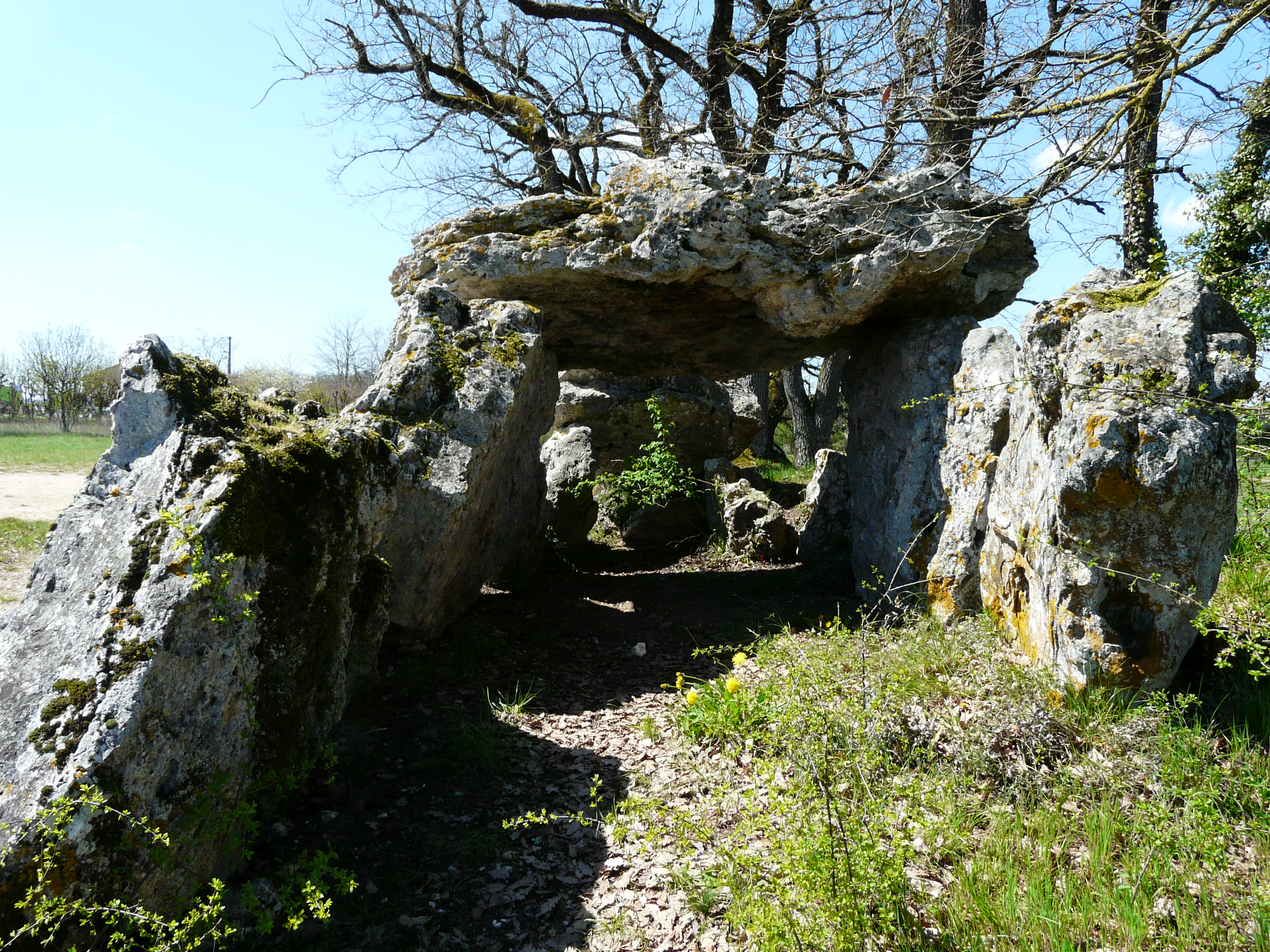
Le dolmen de l'allée couverte du Blanc.

En 1925, l’anatomiste et anthropologue Léo Testut a légué à la Société historique et archéologique du Périgord des fonds, du matériel archéologique et un dolmen. Ce legs important a permis à l'association de donner un essor à ses publications et à son Bulletin trimestriel, mais surtout d'acquérir, en 1936, l'hôtel de Fayolle (18 rue du Plantier à Périgueux) pour y abriter bibliothèque, documents, iconothèque, et y tenir ses réunions jusqu'en 2018. L'immeuble principal a été vendu en 2019. De nouveaux locaux plus fonctionnels — inaugurés le 21 septembre 2019 — ont été aménagés à la même adresse et les réunions se tiennent désormais à la médiathèque Pierre-Fanlac de Périgueux.
Le dolmen de Blanc (Nojals-et-Clotte) appartient toujours à la Société qui entretient la tombe du Dr Testut au cimetière de Beaumont-du-Périgord.

## Sceau et devise de la société
Sur le sceau de la société on lit : Acta majorum serva (« garde le souvenir des actions des ancêtres »). Au-dessous est allumée une lampe à tige de suspension, c'est le « chaley », la lampe du travailleur des campagnes du Périgord, et en dessous : lumine caleat veritas (« que la lumière réchauffe la vérité »).